# Hemifusus zhangyii
Hemifusus zhangyii is een slakkensoort uit de familie van de Melongenidae. De wetenschappelijke naam van de soort is voor het eerst geldig gepubliceerd in 2008 door Kosuge.